# 요코스카 공습
요코스카 해전 또는 영어로 요코스카 공습은 1945년 7월 18일 태평양 전쟁 막바지에 미국 해군이 수행한 공습 작전이다. 나가토가 공습의 주요 목표였지만 요코스카 해군공창에 있던 다른 전함과 대공지점도 공격받았다. 다른 미국 해군과 영국 해군의 항공기는 도쿄 지역의 비행장을 급습했다. 전함 나가토는 경미한 피해를 입었지만 미국 항공기는 구축함, 잠수함과 2척의 호위선을 격침시키고, 5대의 소형 선박에 피해를 입혔다. 연합군 조종사들은 몇몇 기관차와 43대의 일본군 항공기를 파괴하고 77대의 항공기에 손실을 입혔다고 주장했다. 일본군의 대공포는 미군 항공기 12대와 영국 항공기 2대를 격추했다.

## 배경
1945년 7월 윌리엄 홀시 주니어가 이끄는 미국 제3함대는 일본 본토 내의 목표들을 제거하기 위해 공습과 해상 포격을 수행하였다. 제3함대의 공격 병력인 고속 항공모함 기동함대가 수행했으며, 이들은 존 S. 맥케인 시니어가 지휘했다. 고속 항공모함 기동함대는 9대의 플릿캐리어와 6대의 경항공모함, 그리고 이들의 수송선들로 구성되었다. 이 항공모함들에는 거의 1,000대의 항공기가 있었다. 7월 10일 기동함대의 항공기들이 도쿄 인근의 비행장을 공격하여 340대의 항공기를 지상에서 파괴하고 공중에서 2대를 격추시켰다고 주장했다. 일본군 항공기는 이 공격에 대응할 수 없었는데 그 이유는 1945년 말 예상되는 연합군의 침공 작전으로 연합군 함대에 더 큰 규모의 자살 공격에 초점을 맞추고 있었기 때문이다. 이 공습 이후 제3함대는 홋카이도와 북부 혼슈에 7월 14일과 15일 공습을 수행했고 수많은 선박을 격침시키고 지상에 있는 25대의 항공기를 파괴했다. 미국 전함은 남쪽으로 항해해 7월 16일 영국 태평양 함대의 주요 공격 병력과 만나 제37기동함대로 지정되었다. 이 함대는 3척의 항공모함과 그들의 수송선들로 구성되었다.

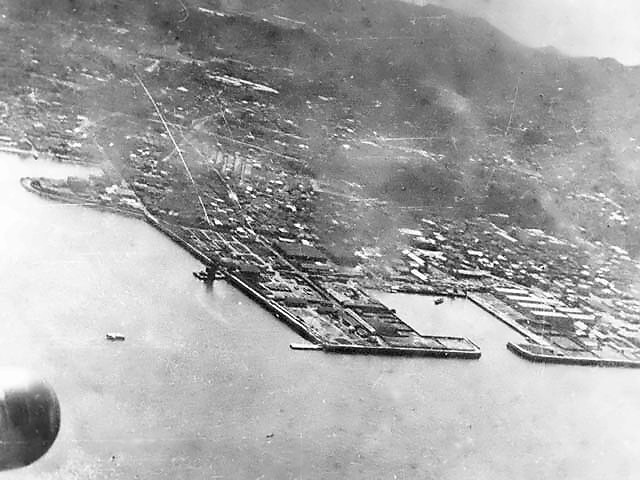
1942년 4월 둘리틀 공습 당시 요코스카 해군공창의 일부

1945년 7월 일본 제국 해군의 남아있는 대형 전함들은 연료 부족과 연합군의 항공기 및 잠수함 공격의 위협으로 해상에 투입될 수 없었다. 대부분의 전함들이 구레나 세토 내해에 정박해 있었고 나가토와 다른 작은 전함들이 도쿄 만의 요코스카 해군공창에 정박하고 있었다. 이 무렵 전함들은 북서쪽을 향해 돌제부두를 따라 선으로 묶여있었고, 선박 위장을 통해 항공기가 발견하는 것을 어렵게 만들었다. 나가토함의 부수적 무기 대부분과 대공포의 반이 제거된 채 근처 언덕에 놓여 해군기지를 보호할 수 있도록 했다. 전함의 보일러가 켜지지 않은 상황이었지만 구잠정 후쿠가와 마루 제7번으로부터 증기력을 받았고 돌제부두에 보일러가 있었다. 구축함 우쇼 또한 25mm 대공포로 무장하여 나가토 전함을 보호할 수 있는 위치에 정박해 있었다.
요코스카에 나가토가 정박되어 있는 사실은 7월 10일 도쿄 공습 당시 촬영된 사진을 통해 연합군에 알려졌다. 7월 16일 홀시 제독과 제37기동함대의 사령관 부제독 버나드 롤링스는 도쿄 지역 일대에 공습을 계획하기 위해 만났다. 홀시는 일본 제국 해군의 잔존 세력을 격침시키기로 결정했고 야마모토 이소로쿠가 1941년 12월 진주만 공격 당시 기함으로 사용한 나가토 공격에 강조점을 두었다. 전함의 위치가 잘 방어된 항구 내부에 있었기에 제3함대 계획수립자들은 직접 폭격과 일반적인 비행을 통한 어뢰 공격은 큰 손실을 입을 우려가 있다고 평가하여 그 대신 급강하폭격을 사용하기로 결심한다. 해군 기지의 육지 쪽 지형도 산악 지형이었기 때문에 급강하폭격기가 사용하는 이러한 접근은 제한적이었다.

## 공격

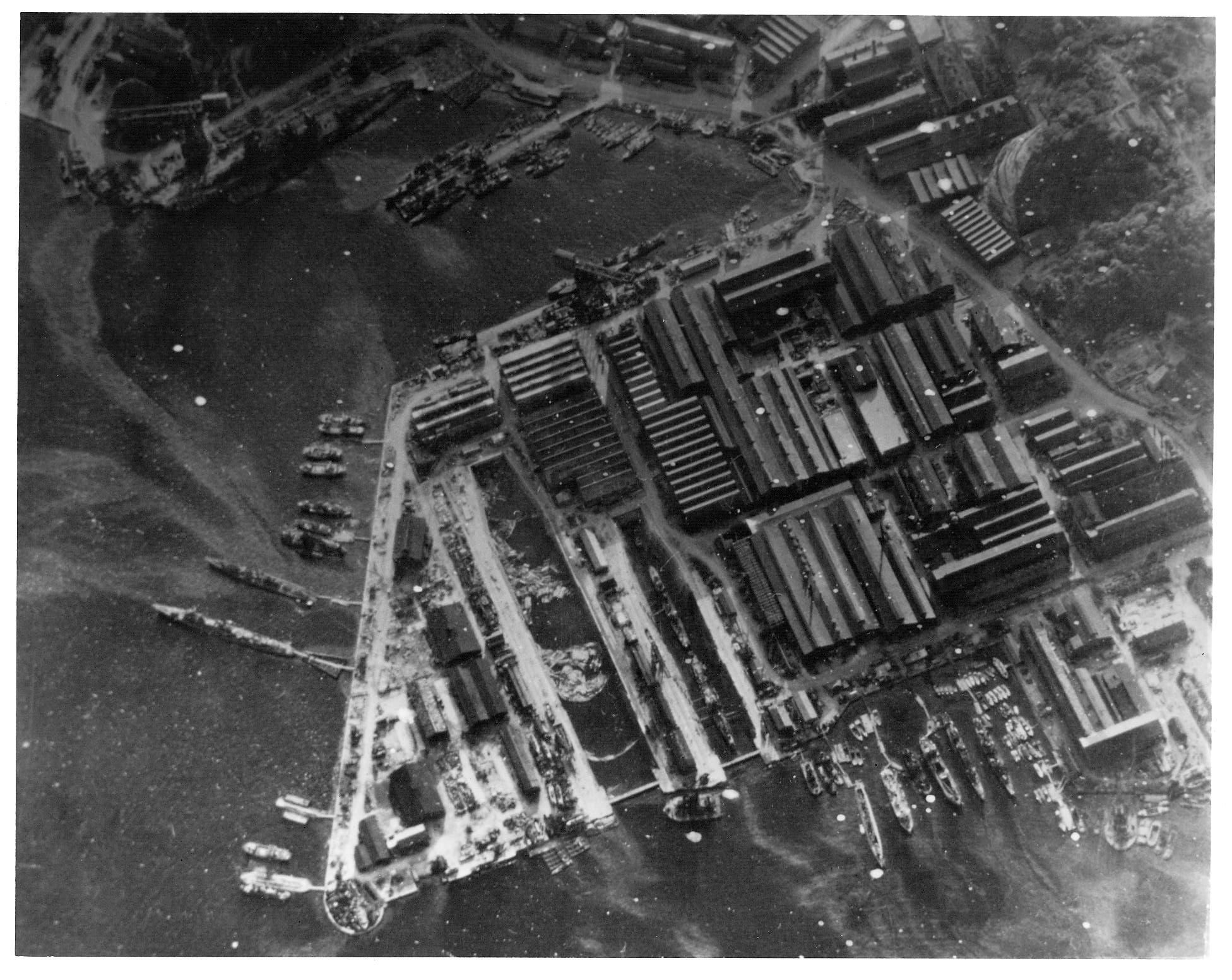
1945년 7월 18일 미국 정찰선이 촬영한 일본 요코스카의 모습. 나가토가 사진의 왼쪽 윗부분에 위치해있다.

7월 17일 미국 해군 및 영국 해군의 함대가 요코스카 해군 공창과 도쿄 일대의 다른 목표물을 공격하려고 시도했다. 2대의 항공기가 분산되었고 이 지역 일대의 짙은 구름으로 공격은 무산되었으며 다른 공격은 취소되었다. 도쿄 지역에 도달한 항공기는 도시 북쪽의 비행장을 공격했고 미미한 손실을 입혔다. 해군 기지가 공격을 받지 않을 동안 미국 전투기가 이를 지나쳤고 일본군은 반격할 준비를 마쳤다.7월 17일부터 18일까지 미국·영국 전함들은 히타치를 포격했다.
다음 날 연합군 함선은 날씨가 맑기를 바라며 남쪽으로 항해했고 비행 작전을 수행하기 위해 더 적합한 지역으로 이동했다. 아침이 되자 날씨가 개였고 11시 30분부터 공습이 시작되었다. 영국 항공기는 도쿄 지역의 비행장에서 분산했다. HMS 빅토리어스의 연료 보급 장치가 물에 의해 오염되고 이에 따라 항공 모함이 코세어 전투기 6대만을 보낼수 있게 되자 이러한 규모의 공습은 계획된 것에 비해 감소되었다. 기동함대의 주요 공격은 요코스카 해군공창을 향해 직접 수행되었고, 나가토 함이 공습의 주요 목표가 되었다. 소규모의 미국 비행기는 일본 비행장을 공습하기 위해 분산했다.
요코스카 공습은 7월 18일 3시 30분에 시작되었다. 미국 항공기의 첫 편대가 해군 기지의 대공포대를 공격하여 이들을 무장해제하는데 성공했다. 뒤이어 VF-88의 항공기가 나가토 함을 폭탄으로 공습했다. 500파운드 폭탄이 전함의 함교로 투하해 함장 미키 오츠카가 사망했고 함교장과 기타 9명도 사망했다. 다른 500파운드 폭탄이 나가토 함에 투하되어 함선 장교 1명을 불구로 만들었고 22명의 승조원이 사망했으며 25mm 포가 파괴되었다. 추가적으로 폭탄 60개가 나가토 인근의 항구로 투하되어 2,000톤의 물이 배로 유입되었다. 이 무렵 공격은 오후 4시 10분 즈음에 종료되었고 967명의 승무원이 사망했다. 전반적인 배의 손상은 이후 평가되었다.
미국 항공기는 요코스카에 정박한 다른 전함도 공격했다. 마츠급 구축함 야에자쿠라가 폭격 후 격침되었고, 잠수함 I-372도 다른 폭탄에 의해 파괴되었다. 그러나 잠수함 승무원은 해안가에 있었기에 사상자가 발생하지 않았다. 2대의 수송선과 어뢰정 1척도 격침되었다. 이러한 피해에 추가적으로 구축함 야카제와 훈련함 후지를 비롯한 5대의 전함이 피해를 입었다.일본군 비행장으로 출격한 미국-영국 항공기는 43대의 비행기를 파괴하고 77대의 비행기에 손상을 입힌 것으로 주장했다. 조종사들은 또한 일본 기관차 몇 대도 파괴했다고 주장했다. 7월 18일 연합군의 손실은 미국 해군 항공기 12대와 영국 왕립 해군 항공기 2대, 그리고 18명의 승무원이었다. 연합군 조종사들은 공습의 주요 목표였던 나가토 전함을 침몰시키지 못한 것에 아쉬워했다.

## 여파

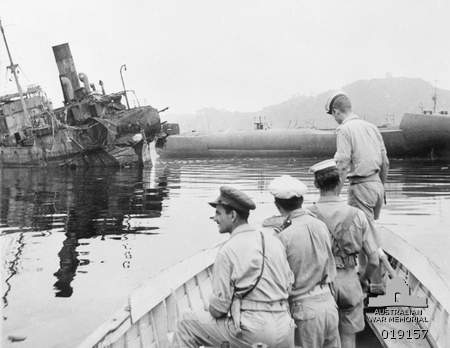
왕립 오스트레일리아 해군의 수병이 1945년 9월 요코스카에서 좌초된 잠수함과 선박을 조사 중이다.

7월 18일 연합군의 도쿄 만 공격 이후 연합군 함대는 연료 재보급을 위해 일본으로부터 벗어났다. 이들의 다음 공격은 7월 24일, 25일, 28일에 감행된 구레 항의 일본 제국 해군 본함과 내해 공격인 구레 항 공습이었다. 이 공습으로 3척의 전함과 1척의 항공모함, 그리고 수많은 전함이 격침되었지만 133대의 연합군 항공기가 격추되고 102명의 연합군 전투 요원이 사망했다. 제3함대와 영국 태평양 함대는 1945년 8월 15일 일본의 항복 때까지 일본 내 목표물에 공격을 이어갔다.
요코스카 공습 이후 나가토 함의 요원들은 전함 내의 모든 사상자들을 처리했으며 제한적인 수리를 수행했다. 전함의 일부인 선체 밑바닥도 침수되어 배가 침몰된 것처럼 보였다. 8월 2일 나가토는 연합군의 공격을 방해하라는 명령을 받았다. 그러나 이 명령은 전함이 항구를 정박하기 직전 연합군의 배가 가짜임이 밝혀지면서 취소되었다. 8월 30일 전함은 미국 해군에 항복했다. 전함은 1946년 7월 1일 및 7월 28일 크로스로드 작전 때 원자폭탄으로 파괴할 전함 중 하나였다. 이후 7월 29일부터 7월 30일 배는 침몰했다.

### 서적
- Frank, Richard B. (1999). 《Downfall. The End of the Imperial Japanese Empire》. New York: Penguin Books. ISBN 067941424X.
- Halsey, William F.; Bryan, J (1947). 《Admiral Halsey's Story》. London: Whittlesey House. OCLC 747307493.
- Hoyt, Edwin P. (1982). 《Closing the Circle. War in the Pacific: 1945》. New York: Van Nostrand Reinhold Company. ISBN 0-442-24751-6.
- Morison, Samuel Eliot (2002) [1960]. 《Victory in the Pacific》. History of United States Naval Operations in World War II. Champaign: University of Illinois. ISBN 0-252-07065-8.
- Royal Navy (1995). 《War with Japan. Volume VI Advance to Japan》. London: HMSO. ISBN 0-11-772821-7.
- Tillman, Barrett (2010). 《Whirlwind: The Air War Against Japan 1942–1945》. New York: Simon & Schuster. ISBN 978-1-4165-8440-7.
- Tully, A.P. (2003). “Nagato's Last Year: July 1945 – July 1946”. 《Mysteries/Untold Sagas of the Imperial Japanese Navy》. Combinedfleet.com. 2011년 4월 22일에 확인함.